# Purwodadi (ort i Indonesien)
Purwodadi (engelska: Purwodadi Grobogan) är en ort i Indonesien.   Den ligger i provinsen Jawa Tengah, i den västra delen av landet, 500 km öster om huvudstaden Jakarta. Purwodadi ligger 29 meter över havet och antalet invånare är 150 206.
Terrängen runt Purwodadi är platt.Runt Purwodadi är det mycket tätbefolkat, med 1 754 invånare per kvadratkilometer. Det finns inga andra samhällen i närheten. Omgivningarna runt Purwodadi är en mosaik av jordbruksmark och naturlig växtlighet.